# NGC 2900
NGC 2900 is een balkspiraalstelsel in het sterrenbeeld Waterslang. Het hemelobject werd op 10 maart 1886 ontdekt door de Amerikaanse astronoom Lewis A. Swift.

## Synoniemen
- UGC 5065
- MCG 1-24-26
- ZWG 34.55
- KARA 343
- IRAS09276+0421
- PGC 26974